# Live Apo To Likavito
Live Apo To Likavito (Live i Likavito) är ett livealbum från Despina Vandi. Albumet kom ut år 2003.

## Låtlista

### CD 1
1. Fevgoume Kardia Mou
2. Intro: I Melodia Tis Monaxias / Gia
3. Ola Odigoun S'esena
4. Ah Kardoula Mou
5. Nihtolouloudo
6. Sta 'Dosa Ola
7. Apapa
8. O Perittos
9. Anavis Foties
10. Lipame
11. Lathos Anthropos
12. Gia
13. Ipofero
14. Thelo Na Se Do
15. Xoris Esena
16. Thimisou (Remix)
17. Ftino Xenodohio
18. Simera
19. Oti Oneirevomoun
20. Ela
21. To Koritsaki Sou

### CD 2
1. Deste Mou Ta Matia
2. Pote Voudas Pote Koudas
3. Gianta / Ela Na Pame S'ena Meros
4. Ikariotiko
5. Horepsete Xorepsete
6. Apopse Stis Akrogialies / Baxe Tsifliki / Hatzikiriakio / Gia Ta Matia P'agapo
7. Sala Sala
8. Katse Kala / Pou'ne Ta Xronia
9. Kamaroula Ia Stalia / Aporo An Esthanese Tipsis
10. Agriolouloudo
11. Tha Pio Apopse To Feggari / Mia Fora Monaxa Ftani / Ti Gliko Na S'agapoun
12. Istoria Mou
13. Nihta Stasou / Pali Tha Klapso / Pia Nihta S'eklepse
14. Giati Fovase
15. Ena Proino
16. Me To Dio Mako
17. Apopse Leo Na In Kimithoume
18. Liomeno Pagoto
19. Poso Se Thelo
20. Ola S'agapane
21. S'akoloutho
22. Ola Se Thimizoun
23. Ta Isiha Vradia
24. Mi Mou Thimonis Matia Mou / Sta'dosa Ola
25. Fevgoume Kardia Mou
26. Oti Oneirevomoun (Remix)